# Stiftung IdéeSport

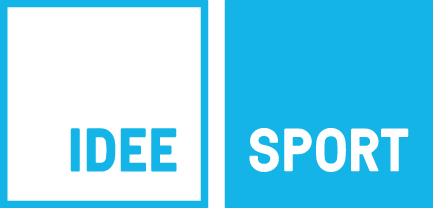
Logo von IdéeSport

IdéeSport ist eine im Jahr 1999 gegründete Schweizer Stiftung, die sich für körperliche und geistige Gesundheit einsetzt. Mit ihren Programmen will sie die individuellen Ressourcen für eine selbstbestimmte Lebensgestaltung stärken. Im Auftrag von Kantonen und Gemeinden realisiert die Stiftung Projekte, die Menschen bewegen und verbinden, wobei sie von diversen weiteren Partnern finanziell oder durch fachliche Beratung unterstützt wird. Seit der Gründung ihrer Programme durfte die Stiftung bereits verschiedene Preise und Auszeichnungen entgegennehmen. Besondere Aufmerksamkeit erhielt sie 2025, als sie die Mädchensportförderinitiative «Sportheldinnen» ins Leben rief.

## Ziele
Die Stiftung IdéeSport setzt sich für körperliche und geistige Gesundheit ein und stärkt die individuellen Ressourcen für eine selbstbestimmte Lebensgestaltung. Die Organisation ist politisch, ideologisch und konfessionell unabhängig. Ihre Projekte sind für alle zugänglich – unabhängig von Herkunft, sozioökonomischem Status oder Fähigkeiten – und sollen es den Teilnehmenden ermöglichen, Verantwortung für ihre Gesundheit zu übernehmen sowie positive Gewohnheiten zu entwickeln und aktiv die Gesellschaft mitzugestalten. Gesundheit und Gemeinschaft sollen für alle zugänglich sein und bleiben.

## Organisationsstruktur
IdéeSport möchte die Teilhabe auch in einer entsprechenden Unternehmenskultur leben: so arbeitet sie als eine der ersten Stiftungen der Schweiz in einer agilen Organisation ohne Vorgesetzte.
Die Stiftung ist schweizweit tätig. In den drei Bürostellen in Olten, Lausanne und Lamone sind insgesamt rund 55 Mitarbeitende in Voll- und Teilzeitpensen beschäftigt. In den Projekten selbst stehen mehr als 2600 junge Erwachsene und Jugendliche als Projektleitende und Coachs im Einsatz und führen die Veranstaltungen vor Ort durch. Kursleiter*innen schulen die Jugendlichen regelmässig, um sie für diese Aufgabe zu befähigen. Gesteuert wird IdéeSport von einem 7-köpfigen Stiftungsrat.

## Tätigkeitsgebiet und Schwerpunkte
Die Stiftung IdéeSport setzt sich in der gesamten Schweiz für Bewegungsförderung, soziale Integration und Chancengleichheit ein. Im Mittelpunkt stehen Programme wie MidnightSports, OpenSunday und das CoachProgramm, die jungen Menschen Raum für Begegnung, Bewegung und Verantwortung bieten. Die Stiftung setzt auf Inklusion, Partizipation und Gesundheitsförderung und will Begegnungsräume schaffen, die über kulturelle und soziale Grenzen hinweg verbinden.

### MidnightSports
Das Programm MidnightSports richtet sich an Jugendliche und öffnet ihnen am Samstagabend die Turnhallen. In einem sicheren, begleiteten Rahmen können sie sich sportlich betätigen, Freundschaften pflegen und Verantwortung übernehmen. Dabei werden sie aktiv in die Organisation eingebunden, was das soziale Miteinander und die Selbstwirksamkeit stärken soll.

### OpenSunday
OpenSunday richtet sich an Kinder im Primarschulalter und bietet ihnen sonntags Zugang zu Spiel und Bewegung in der Turnhalle – besonders in der bewegungsarmen Winterzeit. Ein spezieller Fokus liegt auf Inklusion, etwa durch gezielte Angebote für Kinder mit Behinderungen oder soziale Unterstützungsangebote für benachteiligte Familien.

### MiniMove
Für jüngere Kinder im Vorschulalter gibt es MiniMove. Hier stehen Bewegung, Spiel und Interaktion im Vordergrund – gemeinsam mit einer Bezugsperson, meist einem Elternteil. Das Projekt unterstützt so nicht nur die frühkindliche Entwicklung, sondern fördert auch den Austausch unter Familien mit unterschiedlichem kulturellem Hintergrund.

### ActiveWeek
ActiveWeek bietet während der Schulferien ein betreutes Bewegungsprogramm für Primarschulkinder. Die ganztägigen Angebote erleichtern Eltern – insbesondere solchen mit eingeschränkten Betreuungsmöglichkeiten – die Vereinbarkeit von Familie und Beruf. Gleichzeitig können Kinder Gemeinschaft, Bewegung und Spass in einem positiven, offenen Rahmen erfahren.

### PeerPower
Mit dem Programm PeerPower richtet sich IdéeSport gezielt an Jugendliche, um ihre psychische Gesundheit zu stärken. Mittels Peer-to-Peer-Ansatz werden Themen wie Stress, Suchtprävention und Umgang mit Herausforderungen alltagsnah bearbeitet. Jugendliche sollen damit befähigt werden, einander zu unterstützen und über belastende Themen zu sprechen.

### CoachProgramm
Das Herzstück der Stiftung ist das Coachprogramm. Dabei erhalten Jugendliche die Möglichkeit, als Coachs in verschiedenen IdéeSport-Projekten mitzuwirken. Dabei sammeln sie erste Arbeitserfahrungen, übernehmen Verantwortung und entwickeln soziale und organisatorische Kompetenzen, auch als Vorbereitung auf den Übergang in die Berufswelt.

### Sportheldinnen-Projekt
Die Stiftung IdéeSport lancierte im März 2025 als Begleitmassnahme zur UEFA Women’s EURO 2025 das Projekt Sportheldinnen. Gemeinsam mit ihren Partnern (Bundesamt für Sport, Plan International und den Host-Citys) machte IdéeSport die Vielfalt im Frauen- und Mädchensport in der Schweiz sicht- und erlebbar. Mädchen sollen dank vielfältigen weiblichen Vorbildern aus dem Sport selbst mehr Sport treiben und erkennen, dass jedes Mädchen eine Sportheldin sein kann, unabhängig von ihrer sportlichen Leistung, ihrem kulturellen Hintergrunds oder ihrer äusserlichen Erscheinung.
Im März 2025 veranstaltete IdéeSport erstmals den Monat der Sportheldinnen. An rund 250 Events schweizweit stellten über 400 Sportlerinnen ihre Sportarten in den IdéeSport-Projekten vor und motivierten Kinder und Jugendliche zu mehr Sport und Bewegung. So wurden die Sportheldinnen nahbar und zu greifbaren Vorbildern. Die Sportheldinnen präsentierten unter anderem Sportarten wie Schwingen, Yoga, Rollstuhltennis, Boxen, Rudern, Handball und Tennis.
Über den Sportheldinnen-Monat hinaus bietet das Projekt ein Sportheldinnen-Sammelheft, das im März 2025 erschienen ist. Es porträtiert 90 Frauen und Mädchen aus über 50 verschiedenen Sportarten – von Freizeitaktivitäten bis hin zum Leistungssport. Das Sammelheft spricht Mädchen zwischen acht und zwölf Jahren an. Ziel war es, die Vielfalt weiblicher Sportvorbilder sichtbar zu machen und aufzuzeigen, dass Sportlerinnen nicht nur durch ihre Leistung, sondern auch durch Mut, Ausdauer und Leidenschaft inspirieren. Das Sammelheft erzählte persönliche Geschichten von Sportlerinnen aus unterschiedlichen Regionen der Schweiz. Dabei werden auch Themen wie Behinderung, Fluchterfahrung oder psychische Gesundheit angesprochen. Dazugehörig gibt es einen Leitfaden für Bezugspersonen, der diese Themen erneut aufnimmt. Die Botschaft: Jeder Weg im Sport ist einzigartig, und jedes Mädchen kann ihre eigene Sportheldin werden. Zusätzlich bietet das Heft Rätselspass, zahlreiche Sticker und weitere kindgerechte Inhalte. Das Sammelheft wurde an über 250 Orten in der Schweiz verteilt und erreichte Kinder in Schulen, Tagesstrukturen, Bibliotheken, Jugendtreffs und Mädchentreffs.

## Geschichte
Seit der ersten MidnightSports-Veranstaltung am 18. September 1999 erlebte die Stiftung IdéeSport eine bemerkenswerte Entwicklung. Auf das MidnightSports folgten bald weitere abwechslungsreiche Bewegungsprogramme für alle Altersgruppen. Die Programme wurden geprüft, weiterentwickelt und teilweise wieder aufgelöst. IdéeSport wuchs rasant und überwand zwei sprachliche und kulturelle Grenzen. Aus ursprünglich einer Midnight-Veranstaltung in einer Turnhalle in Zürich entwickelten sich so nicht nur das Format, sondern auch seine Ableger landesweit: Die insgesamt 184 Projekte der Stiftung sind aktuell in 21 Kantonen in mehr als 120 Gemeinden in allen Sprachregionen der Schweiz vertreten (Stand: Saison 2023/24). Jährlich verzeichnet die Stiftung über 164’000 Besuche von Kindern, Jugendlichen und Erwachsenen in rund 3500 Veranstaltungen.

## Preise und Auszeichnungen
Seit der Gründung ihrer Programme wurde IdéeSport mit verschiedenen Preisen und Auszeichnungen gewürdigt:
- 2000: Anerkennungspreis des Zürcher Frauenvereins
- 2003: Jubiläumspreis SIG Holding für gemeinnützige Projekte
- 2004: Integrationspreis der Gemeinde Rüti
- 2004: der andere Sportpreis
- 2005: Auszeichnung der Internationalen Bodenseekonferenz
- 2009: Förderpreis der Stadt Bern
- 2009: Social Entrepreneur / Schwab Foundation
- 2009: Menschenwürdepreis der Tertianum Stiftung
- 2010: Jugendpreis der Stadt Winterthur
- 2010: Emmer Impuls
- 2012: Sanitas Challenge Preis
- 2012: Pestalozzi Preis
- 2014: Albert Koechlin Anerkennungspreis
- 2015: der andere Sportpreis
- 2019: Gesundheitspreis der Allianz Gesundheitskompetenz
- 2019: Prix Jeunesse
- 2020: Preis von “meingleichgewicht”
- 2020: NAB Charity Award für Aargauer Projekte
- 2021: MiniMove von Sanitas ausgezeichnet
- 2021: “Dank euch. Für euch.” - Spende von Fielmann
- 2021: Anerkennungspreis der Burgergemeinde Bern
- 2022: Adele-Duttweiler-Preis
- 2023: Prix Printemps für Inklusion
- 2024: Swiss Diversity Award
- 2024: Prix Sozialinfo